# Fiume (araldica)
In araldica il fiume è rappresentato con fasce, bande o sbarre ondate, smaltate prevalentemente d'argento o d'azzurro, oppure al naturale, cioè acquoso, fluttuoso, decisamente sinuoso e del color argenteo-azzurro-verdastro dell'acqua.
Se è esiguo, si chiama ruscello. È invece detto riviera quando passa sotto un ponte oppure quando occupa il posto della campagna. Spesso, in questa posizione, è rappresentato con onde che lo rendono simile ad un mare.
In alcuni stemmi sono rappresentati dei fiumi particolari, rappresentati allora sia da vecchi barbuti che da giovanetti semisdraiati e discinti.

Fiume ondato d'argento e d'azzurro (Muhen, Svizzera)
Fascia ondata (fiume) d'argento (Loxstedt, Germania)
Fascia ondata (fiume) d'argento in una campagna di verde (Moosleerau, Svizzera)
Banda ondata (fiume) d'argento in una campagna di verde (Crespina)
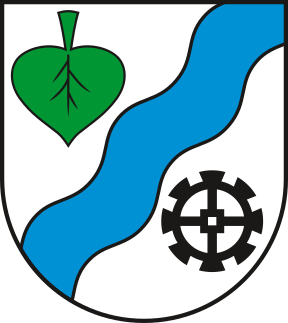
Sbarra ondata (fiume) d'argento (Bornum, Germania)
Fiume mareggiato (Stemma di Parigi)
Il fiume Jerapotamo (stemma di Polistena)
Il fiume Rubicone (Provincia di Forlì-Cesena)
Nel 1° il fiume Arno, nel 4° il fiume Tevere (Provincia di Arezzo)